# 王維楨 (明朝)
王維楨（1507年—1556年1月23日），字允寧，號槐野，陝西西安府華州平定里人，明朝政治人物。

## 生平
嘉靖十年（1531年）辛卯科陝西鄉試第五十一名舉人，十四年（1535年）乙未科進士。选庶吉士，十六年正月授翰林院检讨，二十四年闰正月充《大明会典》纂修官，二十八年十月九年秩满，升修撰，二十九年八月充武举会试主考官，三十年十二月升右春坊右谕德、掌南京翰林院事，三十四年八月与翰林院侍讲袁炜主顺天乡试，十一月升南京國子監祭酒，任命後回鄉探望其母。嘉靖三十四年（1555年）十二月壬寅（1556年1月23日），嘉靖大地震發生，聲震如雷，雞犬鳴吠，王維楨急忙奔出，呼喚其母，此時王母已入睡。王維楨不慎被牆壓死。著有《存笥稿》三十八卷、《司成遺翰》四卷。

## 佚事
王維楨好讀司馬遷之文、杜甫之詩。好喝酒，酒醉喜歡謾罵，人多畏而遠之。
在文壇與莆田康大和齊名，人稱“康王”。

## 墓葬
其墓至今尚存，在华县城南王家坟村。

## 家族
曾祖王和；祖父王源；父王載，母劉氏。慈侍下。兄王維藩、王維祺，弟王維新、王維厚。

## 延伸阅读
[在维基数据编辑]
 在维基文库阅读此作者作品
 《明史卷二百八十六》，出自《明史》
 《國朝獻徵錄·卷之七十四》，出自焦竑《國朝獻徵錄》